# Daïra de Mahdia
La daïra de Mahdia est une circonscription administrative de la wilaya de Tiaret. Son chef lieu est la commune éponyme de Mahdia.

## Communes
- Mahdia (chef-lieu)
- Aïn Zarit
- Nadorah
- Sebaïne